# Catherine (Kolorado)
Catherine – jednostka osadnicza w Stanach Zjednoczonych, w stanie Kolorado, w hrabstwie Garfield.